# Allophylus puberulus
Allophylus puberulus är en kinesträdsväxtart som först beskrevs av Jacques Cambessèdes, och fick sitt nu gällande namn av Ludwig Radlkofer. Allophylus puberulus ingår i släktet Allophylus och familjen kinesträdsväxter. Inga underarter finns listade i Catalogue of Life.